# Steve Pugh
Steve Pugh (nacido en Birmingham el 24 de marzo de 1966) es un dibujante de cómics británico, que ha trabajado para el mercado británico y norteamericano, en editoriales como DC, Marvel, Dark Horse y 2000 AD.

## Biografía
Pugh tuvo como primer trabajo los dibujos del cómic de First Comics Youngblood (con guiones de John Ostrander), que contaba la infancia y primera vida adulta del personaje de espada y brujería Grimjack, así como las portadas para la miniserie Grimjack Case Files. También ilustró Third World War, con guiones de Pat Mills, antes de empezar una breve etapa en Hellblazer con el guionista Jamie Delano. Tras dichos cómics, empezó una larga relación con DC Comics durante los años 90.
Su trabajo más reciente incluye el guion y dibujo de Hotwire: Requiem for the Dead, una historia basada en conceptos desarrollados por Warren Ellis. En un principio, el cómic iba a aparecer en Blast y, más tarde, en el número 1 de Bojeffries Terror Tomes, pero fue finalmente publicada por Radical Comics en 2008.
Pugh se convirtió en 2012 en el dibujante regular de la serie de DC Comics Animal Man, con guiones de Jeff Lemire, reemplazando a Travel Foreman. En los 90, Pugh había dibujado la etapa en la serie original de dicho personaje escrita por Jamie Delano.